# Campu Longu
Le Campu Longu est une rivière française du département Haute-Corse de la région Corse et un affluent de la Figarella.

## Géographie
D'une longueur de 10 kilomètres, le Campu Longu prend sa source sur la commune de Calenzana à l'altitude 700 mètres et à moins d'un kilomètre à l'ouest du Capu di Pratu (828 m).
Il coule globalement du sud vers le nord.
Il conflue sur la commune de Calvi, à l'altitude 6 mètres.

### Communes et cantons traversés
Dans le seul département de la Haute-Corse, le Campu Longu traverse les deux communes suivantes, dans deux cantons, dans le sens amont vers aval, de Calenzana (source), Calvi (confluence).
Soit en termes de cantons, le Campu Longu prend source dans le canton de Calenzana, conflue dans le canton de Calvi, dans l'arrondissement de Calvi.

### Bassin versant
Le bassin versant « Le Figarella » (Y771) est de 134 km2.

### Organisme gestionnaire
L'organisme gestionnaire est le Comité de bassin de Corse, depuis la loi corse du 22 janvier 2002.

## Affluents
Le Campu Longu a un seul affluent référencé :
- le ruisseau de Novallela (rg[note 1]) 2,4 km sur la seule commune de Calenzana[3].

### Rang de Strahler
Donc son rang de Strahler est de deux.